# Governo metropolitano di Tokyo

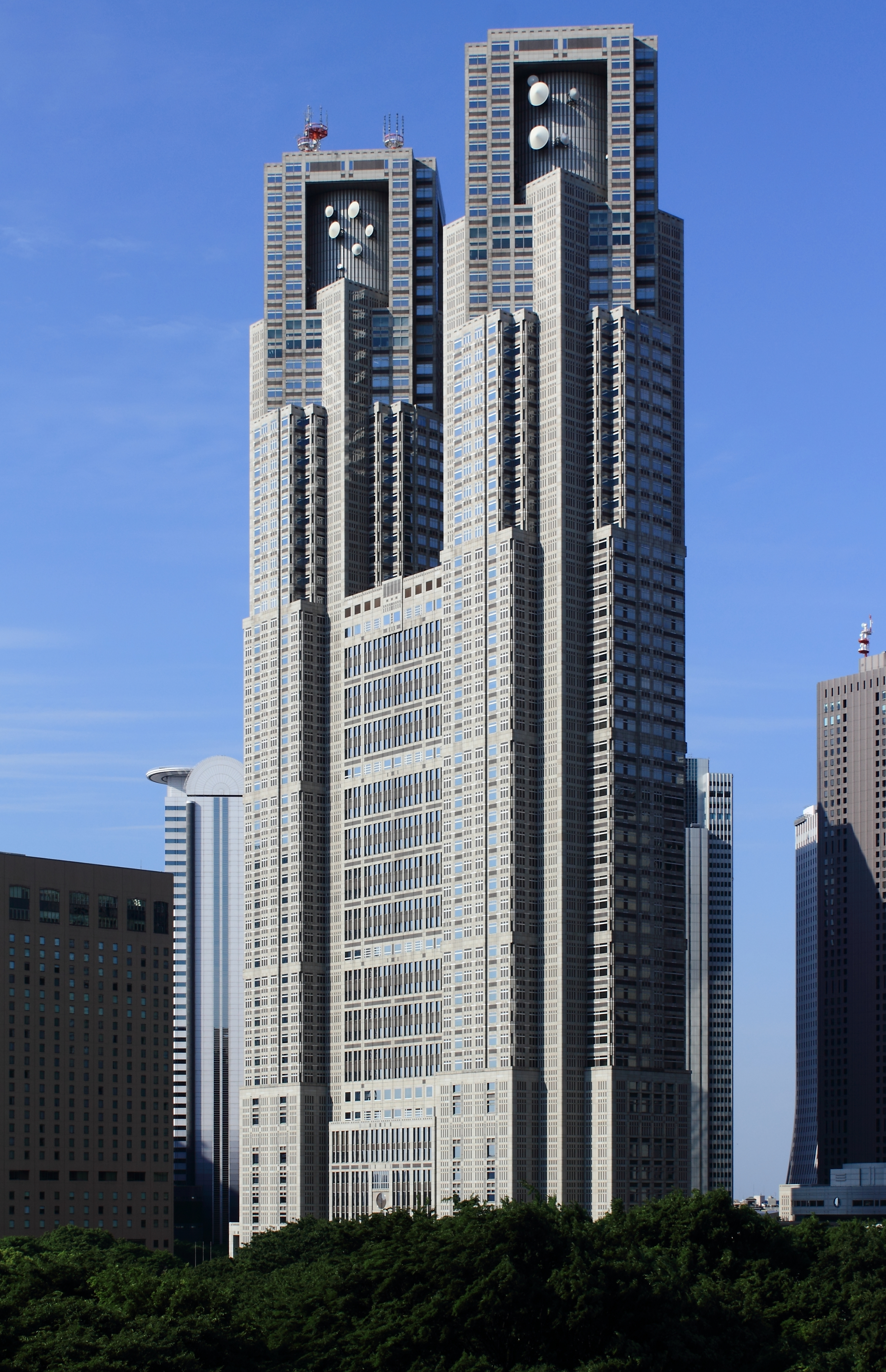
Palazzo del governo metropolitano di Tokyo

Il Governo metropolitano di Tokyo (東京都庁?, Tōkyō-to-chō) è l'ente che amministra la metropoli di Tokyo, una delle 47 prefetture del Giappone. Il governo consiste di un governatore eletto dal popolo e di un'assemblea. L'edificio che ospita la sede del governo metropolitano è ubicato nel quartiere speciale di Shinjuku. Il governo metropolitano amministra i 23 quartieri speciali di Tokyo (ciascuno governato come una città distinta), come pure le altre città grandi e piccole che costituiscono la prefettura. Con una popolazione di oltre 15 milioni di persone che vivono all'interno dei confini e molte altre che fanno le pendolari dalla prefetture vicine, il governo metropolitano esercita un significativo potere politico all'interno del Giappone.

## Struttura della metropoli di Tokyo
In base al diritto giapponese, Tokyo è designata come una metropoli (都?, to). All'interno dell'area metropolitana si trovano decine di entità minori, inclusi ventitré quartieri speciali (特別区?, tokubetsuku) che fino al 1943 costituivano la città di Tokyo, ma che ora hanno governi locali individuali, ciascuno con un capo e un consiglio. In aggiunta a questi ventitré governi locali, Tokyo comprende anche ventisei città (市?, shi), cinque cittadine (町?, chō oppure ?, machi) e otto villaggi (村?, mura o anche ?, son), ciascuno dei quali ha un governo locale. Queste altre municipalità sono collocate nella parte occidentale delle prefettura, insieme all'arcipelago delle Isole Izu e alle lontane Isole Ogasawara, che si estendono nell'Oceano Pacifico.

## Assemblea metropolitana di Tokyo
L'Assemblea metropolitana è l'organo legislativo dell'intera prefettura di Tokyo. Consiste di 127 membri eletti ogni quattro anni. Le sessioni regolari si tengono quattro volte all'anno, a febbraio, giugno, settembre e dicembre, e durano tipicamente 30 giorni. Tra di esse vi sono sessioni plenarie nelle quali si tengono le discussioni sui progetti di legge.

## Governatore
Come nelle altre prefetture del Giappone, la gente di Tokyo elegge direttamente il governatore per mandati di quattro anni. Non c'è un limite al numero di mandati che una persona può ricoprire. Diversamente dai sistemi di gabinetto collegiale, dove le decisioni sono prese all'unanimità, il governatore ha l'autorità di prendere decisioni politiche e di attuare la politica. Come capo dell'amministrazione di Tokyo, dominando un'area che abbraccia 15 milioni di abitanti e un PIL paragonabile a quello di una forte nazione economica, il governatore di Tokyo ha un ruolo relativamente importante, data la dimensione del bilancio di Tokyo (13 miliardi di yen nel 2014, che è grosso modo equivalente al bilancio pubblico della Svezia). Il governo metropolitano di Tokyo ha anche una relativa libertà nel modo in cui alloca il bilancio (in quanto non è soggetto ai sussidi del governo nazionale che ricevono le altre prefetture). Il governatore è responsabile dell'approvazione del bilancio metropolitano, che deve essere approvato anche dall'assemblea; l'assemblea può votare la sfiducia al governatore e questi a sua volta può ordinare di sciogliere l'assemblea.
Karasumaru Mitsue prestò servizio come primo governatore della prefettura di Edo nel 1868; la prefettura fu poi denominata Tokyo parecchi mesi dopo e Karasumaru continuò a prestare servizio come primo governatore di Tokyo.

### Governatori nominati della prefettura di Tokyo (1868-1943)
Dalla Wikipedia giapponese
- Karasumaru Mitsue (1868)
- Ōki Takatō (1868-1869)
- Mibu Motoosa (1869-1871)
- Yuri Kimimasa (1871–1872)
- Ōkubo Ichiō (1872-1875)
- Kusumoto Masataka (1875-1879)
- Matsuda Michiyuki (1879-1882)
- Yoshikawa Akimasa (1882-1885)
- Watanabe Hiromoto (1885-1886)
- Takasaki Goroku (1886-1890)
- Marchese Hachisuka Mochiaki (1890-1891)
- Tomita Tetsunosuke (1891-1893)
- Miura Yasushi (1893-1896)
- Marchese Koga Michitsune (1896-1897)
- Viscount Okabe Nagamoto (1897-1898)
- Koizuka Ryū (1898)
- Barone Senge Takatomi (1898-1908)
- Abe Hiroshi (governatore)  (1908-1912, 1ª volta)
- Abe Hiroshi (1919-1921, 2ª volta)
- Usami Katsuo (1921-1925)

### Governatori nominati della metropoli di Tokyo (1943-1947)
- Shigeo Ōdachi (1943-1944)
- Toshizō Nishio (1944-1945)
- Hisatada Hirose (1945-1946)
- Shōhei Fujinuma (1946)
- Haruo Matsui (1946)
- Seiichirō Yasui (1946-1947)
- Kazumi Iinuma (1947)

### Governatori eletti della metropoli di Tokyo (1947-presente)
- Seiichiro Yasui (1947-1959)
- Ryotaro Azuma (1959-1967)
- Ryokichi Minobe (1967-1979)
- Shunichi Suzuki (1979-1995)
- Yukio Aoshima (1995-1999)
- Shintarō Ishihara (1999-2012)
- Naoki Inose (2012-2013)
- Yōichi Masuzoe (2014-2016)
- Yuriko Koike (2016-)